# Miłochniewice
Miłochniewice – wieś w Polsce położona w województwie łódzkim, w powiecie skierniewickim, w gminie Głuchów.

## Historia
Wieś arcybiskupstwa gnieźnieńskiego w ziemi rawskiej województwa rawskiego w 1792 roku. W latach 1975–1998 miejscowość administracyjnie należała do województwa skierniewickiego.
Na terenie wsi znajduje się remiza strażacka OSP Miłochniewice.